# Зирянка (Талицький міський округ)
Зиря́нка (рос. Зырянка) — присілок у складі Талицького міського округу Свердловської області.
Населення — 146 осіб (2010, 165 у 2002).
Національний склад станом на 2002 рік: росіяни — 94 %.